# Chiến dịch Šiauliai
Chiến dịch Šiauliai hay Chiến dịch Shyaulyay diễn ra từ ngày 5 tháng 7 đến ngày 29 tháng 8 năm 1944 là một trong các hoạt động quân sự lớn của Hồng quân Liên Xô nhằm tấn công vào quân đội Đức Quốc xã thuộc tiến trình Chiến dịch Bagration trong Chiến tranh Xô-Đức. Đây là một chiến dịch khá đặc biệt, nó kéo dài qua cả giai đoạn 2 và giai đoạn 3 của chuỗi chiến dịch giải phóng Byelorussia mang mật danh "Bagration" với nhiều trận đánh giằng co ác liệt giữa quân đội Liên Xô và Quân đội Đức Quốc xã. Chiến dịch này cũng diễn ra trên cả hai hướng tấn công cách xa nhau đến 150 km từ Šiauliai đến Daugavpins. Vì vậy, trong một số tài liệu lịch sử Liên Xô và Nga, nó được mang tên ghép là Chiến dịch Šiauliai - Daugavpils, trong đó hướng Šiauliai là hướng tấn công chính, hướng Daugavpins là hướng phụ công.
Tham gia chiến dịch này là Phương diện quân Pribaltic 1 do đại tướng I. Kh. Bagramyan chỉ huy có sự hỗ trợ của Tập đoàn quân xung kích 4 (chuyển thuộc Phương diện quân Pribaltic 2 từ ngày 5 tháng 7). Chiến dịch có hai giai đoạn:
- Giai đoạn tấn công của quân đội Liên Xô diễn ra từ ngày 5 đến ngày 27 tháng 7. Trong giai đoạn này, cánh trái, cánh chủ lực của Phương diện quân Pribaltic 1 gồm các tập đoàn quân 39, 43, 51, Tập đoàn quân cận vệ 2 và Quân đoàn xe tăng 1 tiến công một mạch hơn 150 km từ tuyến Kozyany - Hồ Naroch sang phía Tây, đánh chiếm Šiauliai, Ytena (Utena) và tiến ra tuyến Ukmege - Radviliskis - Šiauliai - Eleya (Eleja) - Burzhan (Birzai). Ở cánh phải, bộ đôi tập đoàn quân cận vệ 6 và xung kích 4 tấn công đánh chiếm Daugavpinsk.
- Giai đoạn phòng thủ - phản công của quân đội Liên Xô tiếp tục từ ngày 28 tháng 7 đến ngày 29 tháng 8. Cuối tháng 7 đầu tháng 8 năm 1944, Cụm tập đoàn quân Trung tâm (Đức) tập trung 7 sư đoàn và 1 lữ đoàn xe tăng, 5 sư đoàn và 3 cụm tác chiến sư đoàn bộ binh tổ chức các chiến dịch phản công lớn từ Šiauliai đến Elgava (Jelgava). Được tăng viện Tập đoàn quân xe tăng cận vệ 5, Quân đoàn cơ giới cận vệ 3 từ Phương diện quân Byelorussia 3 và triển khai các kịp thời Tập đoàn quân cận vệ 2 và Tập đoàn quân 51, Phương diện quân Pribaltic 1 đã bẻ gãy chiến dịch phản công lớn mang tên "Doppelkopf" của Tập đoàn quân xe tăng 3 (Đức), đồng thời mở rộng thêm trận tuyến sang phía Tây, áp sát Đông phổ và dồn cánh Bắc của Tập đoàn quân xe tăng 3 (Đức) ra sát vùng ven biển Baltic tại Memen (Klaipeda) và Liepaja.

Giữa hai giai đoạn này là cuộc đột kích của Quân đoàn cơ giới cận vệ 3 vào khu vực Tukums - Klapkans (???). Tuy quân đội Liên Xô không giữ được hành lang Elgava - Klapkans nhưng cuộc đột kích này đã gây ra mối lo ngại đặc biệt cho Bộ Tổng tư lệnh lục quân Đức khi Cụm tập đoàn quân Bắc (Đức) bị chia cắt với Cụm tập đoàn quân Trung tâm trong hơn một tuần khiến Hitler phải ra lệnh cho các tướng Georg-Hans Reinhardt và Ferdinand Schörner áp dụng những biện pháp đặc biệt để khôi phục lại tình hình.
Kết thúc chiến dịch, quân đội Liên Xô đã giải phóng thành phố Šiauliai - một nút giao thông quan trọng trong khu vực, đẩy quân Đức ra khỏi phần lớn lãnh thổ Litva và đe dọa cắt rời Cụm Tập đoàn quân Bắc khỏi các lực lượng chính của quân đội Đức Quốc xã trên hướng Đông Ba Lan.

## Bối cảnh
Sau giai đoạn 1 và 2 của chiến dịch Bagration, lực lượng chính của Cụm Tập đoàn quân Trung tâm đã bị đánh tan, mặt trận quân Đức bị thủng một lỗ lớn tại khu vực Byelorussia. Vì vậy, Đại bản doanh Bộ Tổng tư lệnh tối cao (STAVKA) Liên Xô quyết định cho các phương diện quân thực hiện giai đoạn phát huy chiến quả bằng đòn đánh chia cắt Cụm tập đoàn quân Bắc gồm các Tập đoàn quân 16, 18 (Đức) khỏi cụm quân Đức tại mặt trận Tây Byelorussia khi quân Đức chưa ổn định tuyến phòng thủ liên tục. Vì vậy, trên hướng Baltic, dải tiến công từ Lida đến Vilnius và Šiauliai được coi là dải tiến công có tính chiến lược. Chiếm được tuyến này, quân đội Liên Xô sẽ có được những bàn đạp thuận lợi để tiến ra bờ biển Baltic và thực hiện mục tiêu đó. Chiến dịch Vilnius - Lida của Phương diện quân Byelorussia 3 cũng như Chiến dịch Šiauliai của Phương diện quân Pribaltic 1 nhằm bước đầu cụ thể hóa ý đồ đó trên chiến trường.
Tuy nhiên, nếu thực hiện ngay một chiến dịch đột kích từ phía Tây Minsk ra vùng ven biển Baltic ở Memen (Klaipeda) và Liyepaya dài trên 500 km là điều không thể. Qua hai giai đoạn tác chiến của Chiến dịch Bagration, quân số và phương tiện của các tập đoàn quân đều có những hao hụt, chưa bổ sung kịp. Lực lượng dự bị cũng mỏng dần. Đại bản doanh chỉ còn trong tay Tập đoàn quân cận vệ 2 và Tập đoàn quân 51 và Tập đoàn quân không quân 8 vừa hoàn thành nhiệm vụ ở mặt trận Krym làm lực lượng dự bị. Trong khi đó, quân Đức đã nhanh chóng điều từ hậu phương nước Đức và các cụm tập đoàn quân Bắc Ukraina, Nam Ukraina, Nam Âu và Trung Âu những đơn vị mới để khẩn trương tái lập Cụm tập đoàn quân Trung tâm nhằm vá lỗ thủng lớn trên mặt trận phía Đông do hậu quả của Chiến dịch Bagration để lại.
Từ những kết quả phân tích đó, STAVKA quyết định, trước mắt cần đưa quân đội tiến ra tuyến sông Niemen, đánh chiếm các đầu cầu rồi sau đó mới có thể tính đến chuyện cô lập Cụm tập đoàn quân Bắc (Đức) ở vùng ven biển Baltic. Để thực hiện ý đồ này, STAVKA điều chỉnh lại hướng tấn công của các phương diện quân Liên Xô trên hướng Tây, trong đó Phương diện quân Pribaltic 1 được "miễn" nhiệm vụ tấn công vào Kaunas để tập trung vào hướng Daugavpins - Utena và Šiauliai - Riga nhằm thu hẹp khoảng cách ở sườn phải với Phương diện quân Pribaltic 2 do phương diện quân này tiến công quá chậm. STAVKA điều động Tập đoàn quân cận vệ 2 và Tập đoàn quân 51 cho Phương diện quân Pribaltic 1 để tăng cường sức mạnh trên hướng Šiauliai - Liepaja và hướng Šiauliai - Riga.

## Binh lực và kế hoạch

### Quân đội Liên Xô

#### Binh lực
Phương diện quân Baltic 1 do Đại tướng I. Kh. Bagramyan làm tư lệnh, trung tướng V. V. Kurasov làm tham mưu trưởng. Binh lực tham gia chiến dịch gồm có:
- Tập đoàn quân cận vệ 2 (từ 14 tháng 7) do trung tướng P. G. Chanchibadye chỉ huy, trong biên chế có:
  - Bộ binh: 12 sư đoàn.
  - Pháo binh: (không kể pháo binh của các quân đoàn) 2 lữ đoàn pháo nòng dài, 2 trung đoàn lựu pháo, 2 lữ đoàn và 1 trung đoàn pháo chống tăng, 1 lữ đoàn và 3 trung đoàn súng cối, 5 trung đoàn pháo phòng không.
  - Thiết giáp: 4 lữ đoàn và 1 trung đoàn xe tăng, 1 lữ đoàn và 2 tiểu đoàn cơ giới, 3 trung đoàn pháo tự hành.
- Tập đoàn quân cận vệ 6 do trung tướng I. M. Chistyakov chỉ huy, trong biên chế có:
  - Bộ binh: 9 sư đoàn
  - Pháo binh: 1 sư đoàn hỗn hợp, 1 sư đoàn và 1 lữ đoàn pháo nòng dài, 2 trung đoàn lựu pháo, 2 trung đoàn pháo chống tăng, 1 sư đoàn và 3 trung đoàn súng cối, 2 sư đoàn và 1 trung đoàn phòng không
- Tập đoàn quân 39 (tham gia phương diện quân từ ngày 7 tháng 7 đến 28 tháng 8) do trung tướng I.I. Lyudnikov chỉ huy, biên chế gồm có:
  - Bộ binh: 10 sư đoàn
  - Pháo binh: 1 lữ đoàn và 2 trung đoàn lựu pháo, 1 trung đoàn pháo chống tăng, 4 trung đoàn súng cối, 5 trung đoàn phòng không
  - Thiết giáp: 1 lữ đoàn xe tăng, 2 trung đoàn pháo tự hành.
- Tập đoàn quân 43 do trung tướng A. P. Beloborodov chỉ huy, biên chế gồm có:
  - Bộ binh: 12 sư đoàn
  - Pháo binh: 1 sư đoàn hỗn hợp, 1 sư đoàn và 1 lữ đoàn lựu pháo, 1 trung đoàn pháo chống tăng, 1 sư đoàn và 2 trung đoàn súng cối, 1 sư đoàn và 2 trung đoàn phòng không.
  - Thiết giáp: 2 lữ đoàn và 3 trung đoàn xe tăng, 4 trung đoàn pháo tự hành.
- Tập đoàn quân 51 (từ ngày 14 tháng 7) do trung tướng Y. G. Kreyzer chỉ huy, trong biên chế có:
  - Bộ binh: 12 sư đoàn
  - Pháo binh: 1 lữ đoàn lựu pháo nòng dài, 4 lữ đoàn và 1 trung đoàn pháo chống tăng, 2 trung đoàn súng cối, 1 sư đoàn và 1 trung đoàn phòng không.
  - Thiết giáp: 2 trung đoàn xe tăng, 5 trung đoàn pháo tự hành, 1 trung đoàn cơ giới.
- Tập đoàn quân xe tăng cận vệ 5 (từ 29 tháng 7) do trung tướng xe tăng V. T. Volsky chỉ huy, biên ché gồm có:
  - Quân đoàn xe tăng cận vệ 3 gồm các lữ đoàn xe tăng cận vệ 3, 18, 19; Lữ đoàn cơ giới cận vệ 2; các trung đoàn pháo tự hành 1436, 1496; Trung đoàn pháo chống tăng 1072; Tiểu đoàn trinh sát cơ giới cận vệ 10, các trung đoàn súng cối 266, 324, Trung đoàn phòng không 1701.
  - Quân đoàn xe tăng 29 gồm các lữ đoàn xe tăng 25, 31, 32; Lữ đoàn cơ giới 53; các trung đoàn pháo tự hành 1223, 1446; các trung đoàn pháo chống tăng 108, 165, tiểu đoàn trinh sát cơ giới 75, các trung đoàn súng cối 271, 409.
  - Các đơn vị thiết giáp độc lập: Lữ đoàn cơ giới 47, Trung đoàn xe tăng cận vệ 14, Trung đoàn pháo chống tăng tự hành cận vệ 376, Trung đoàn cơ giới cận vệ 1.
  - Pháo binh: Lữ đoàn pháo nòng dài 201, Trung đoàn lựu pháo 678, Trung đoàn pháo chống tăng 689, Trung đoàn súng cối cận vệ 76, Sư đoàn phòng không 6 (các trung đoàn 146, 366, 516, 1062)
  - Công binh: Lữ đoàn hỗn hợp 21
  - Không quân: Trung đoàn hỗn hợp 994.
- Tập đoàn quân không quân 3 do Trung tướng N. F. Papivin chỉ huy, thành phần gồm có:
  - Máy bay tiêm kích: 4 sư đoàn
  - Máy bay cường kích: 3 sư đoàn.
  - Máy bay ném bom: 3 sư đoàn.

#### Kế hoạch
Sau khi giải phóng Polotsk, Phương diện quân Baltic 1 được giao nhiệm vụ hành tiến lên khu vực Tây Bắc, tấn công các thành phố Daugavpils, Kaunas, Švenčionys. Kế hoạch chung là đột phá tới vùng duyên hải biển Baltic và cắt đứt Cụm Tập đoàn quân Bắc khỏi lực lượng chính của quân đội Đức Quốc xã. Nhằm đảm bảo binh lực không bị phân tán trên nhiều hướng khác nhau, Tập đoàn quân xung kích số 4 của Phương diện quân Baltic 1 được chuyển giao cho Phương diện quân Byelorussia 2; bù lại Phương diện quân Baltic 1 sẽ thâu nạp Tập đoàn quân số 39 của Phương diện quân Byelorissia 3 và được nhận thêm Tập đoàn quân số 51 và tập đoàn quân cận vệ số 2 từ lực lượng dự bị của Đại bản doanh (STAVKA). Việc tái cơ cấu và điều động binh lực đòi hỏi Phương diện quân Baltic 1 phải tạm ngưng tấn công một thời gian do, đến ngày 4 tháng 7, chỉ có 2 tập đoàn quân của Phương diện quân Baltic 1 имели перед собой противника. Lực lượng dự bị cần có thời gian để điều động ra mặt trận, trong khi Tập đoàn quân số 39 vẫn đang trên đường hành tiến sau khi thanh toán "cái chảo" Vitebsk trước đó không lâu. Vì vậy mãi đến ngày 15 tháng 7, tập đoàn quân số 51 lẫn tập đoàn quân cận vệ số 2 mới có thể tham gia tác chiến cùng với các lực lượng còn lại của Phương diện quân Baltic 1.
Về hướng tấn công Kaunas, tư lệnh Phương diện quân Baltic 1, đại tướng I. Kh. Bagramyan có nhận định khác so với Đại bản doanh. Do trên thực tế, nhiều mệnh lệnh gửi đến các lực lượng quân đội Đức do Hitler trực tiếp ban hành và nhiều khi Hitler không thèm đếm xỉa đến ý kiến của Bộ Tổng tham mưu Đức, I. Kh. Bagramyan nhận định rằng việc tấn công vào Kaunas để chặn đường rút của Cụm Tập đoàn quân Bắc là không cần thiết: nhiều khả năng quân Đức thay vì rút về Đông Phổ sẽ tập trung binh lực trấn giữ ở Latvia và từ Daugavpils phản kích mạnh vào cạnh sườn của Phương diện quân Baltic 1. Vì vậy ông đề xuất đổi hướng tấn công từ Kaunas lên Daugavpils và Riga. Ý kiến của Bagramyan được Tổng tham mưu trưởng A. M. Vasilevsky ủng hộ nhưng lại bị Tổng tư lệnh tối cao I. V. Stalin phản đối. Trước tình hình chiến cục diễn biến giống như Bagramyan dự đoán, A. M. Vasilevsky đã tự mình ủy quyền cho I. Kh. Bagramyan thay đổi hướng tấn công.

### Quân đội Đức Quốc xã

#### Binh lực
Những lực lượng mới của Cụm Tập đoàn quân Trung tâm do Thống chế Walter Model (đến 16 tháng 8 năm 1944), sau đó là Đại tướng Georg-Hans Reinhardt chỉ huy.
- Tập đoàn quân xe tăng 3 (tái lập) do Đại tướng Georg-Hans Reinhardt (đến 16 tháng 8 năm 1944) và sau đó là Đại tướng Erhard Raus chỉ huy. Thành phần gồm có:
  - Quân đoàn xe tăng 40 do Thượng tướng thiết giáp Otto von Knobelsdorff chỉ huy. Trong biên chế có:
    - Sư đoàn xe tăng 5 của Trung tướng Ernst Felix Fäckenstedt gồm các trung đoàn xe tăng 13, 14, 15; Trung đoàn pháo tự hành 116; Trung đoàn pháo tự hành chống tăng 5; Trung đoàn cơ giới xung kích 53; Trung đoàn pháo binh nặng 228, các tiểu đoàn trinh sát, thông tin, công binh.
    - Sư đoàn bộ binh 201 của Trung tướng Alfred Jacob gồm các trung đoàn bộ binh 64 và 601; Trung đoàn tân binh 609 (4 tiểu đoàn); các tiểu đoàn bộ binh 579, 795, 797 và 989; Trung đoàn pháo binh 213; các tiểu đoàn chống tăng tăng 61 và 67.
    - Sư đoàn bộ binh 551 của Đại tá Siegfried Verhein gồm các trung đoàn bộ binh 1113, 1114, 1115; Trung đoàn pháo binh 1551, các tiểu đoàn pháo chống tăng, súng cối, trinh sát, thông tin và công binh.
    - Lữ đoàn xe tăng 103 của Đại tá Treuhaupt

  - Một phần Quân đoàn xe tăng 39 do Thượng tướng thiết giáp Dietrich von Saucken chỉ huy. Trong biên chế có:
    - Sư đoàn xe tăng 4 của Trung tướng Clemens Betzel gồm các trung đoàn xe tăng 12, 33, 35; Trung đoàn pháo tự hành 103; Trung đoàn pháo tự hành chống tăng 4, Trung đoàn pháo binh 290, Tiểu đoàn pháo chống tăng 49, các tiểu đoàn trinh sát, thông tin, công binh.
    - Sư đoàn xe tăng "Großdeutschland" của Trung tướng Hasso von Manteuffel gồm 2 trung đoàn xe tăng, 1 trung đoàn cơ giới, 1 trung đoàn pháo tự hành, 1 trung đoàn pháo xe kéo, các tiểu đoàn pháo chống tăng, trinh sát, thông tin, công binh, tất cả đều mang tên "Großdeutschland", không có số hiệu.
    - Sư đoàn bộ binh nhẹ 52 (từ 1 tháng 8 năm 1944) của Thiếu tướng Albert Newiger gồm các trung đoàn bộ binh 38, 88, 661, tiểu đoàn trinh sát cơ giới 163, tiểu đoàn súng cối 52.

  - Quân đoàn bộ binh 12 SS (từ 1 tháng 8 năm 1944) do các đại tướng SS (SS-Obergruppenführer und General der Waffen-SS) Matthias Kleinheisterkamp (đến ngày 6 tháng 8), Curt von Gottberg (đến 18 tháng 8) và Karl-Maria Demelhuber lần lượt chỉ huy. Trong biên chế có:
    - Sư đoàn xe tăng 7 của Thiếu tướng Gerhard Schmidhuber gồm các trung đoàn xe tăng 6, 7, 26; Trong đoàn pháo tự hành 78, Trung đoàn pháo binh 296, Trung đoàn pháo chống tăng 7, Tiểu đoàn cơ giới 58, các tiểu đoàn trinh sát, công binh, thông tin,
    - Sư đoàn bộ binh xung kích 548 của Thiếu tướng Erich Sudau gồm các trung đoàn bộ binh 1094, 1095, 1096; Trung đoàn pháo binh 548, Trung đoàn pháo chống tăng 1548, các tiểu đoàn súng cối, trinh sát, thông tin, công binh.
    - Sư đoàn bộ binh nhẹ 391 (tái lập) của Trung tướng Albrecht Baron Digeon von Monteton gồm các tiểu đoàn bộ binh 23 và 1435, 8 tiểu đoàn bộ binh huấn luyện, Tiểu đoàn pháo binh 1541.

  - Tàn quân của Quân đoàn bộ binh 9 (khoảng 2 trung đoàn) do trung tá tham mưu Herbert Koestlin tạm quyền chỉ huy.
  - Phần còn lại của Quân đoàn bộ binh 26 sau Chiến dịch Vilnius do Thượng tướng bộ binh Gerhard Matzky chỉ huy. Trong biên chế còn lại:
    - Sư đoàn bộ binh 1 của Trung tướng Ernst-Anton von Krosigk gồm 2 trung đoàn bộ binh, 1 trung đoàn pháo binh, các tiểu đoàn cơ giới, súng cối, trinh sát, thông tin, công binh.
    - Sư đoàn bộ binh 56 của Thiếu tướng Edmund Blaurock gồm 2 trung đoàn bộ binh, 1 trung đoàn pháo binh, các tiểu đoàn cơ giới, pháo chống tăng, trinh sát, thông tin, công binh.
    - Một phần Sư đoàn bộ binh 390 của Thiếu tướng Hans Bergen gồm trung đoàn bộ binh 603, 1 tiểu đoàn bộ binh nhẹ, 1 tiểu đoàn trinh sát cơ giới.

Một phần Cụm Tập đoàn quân Bắc do Đại tướng Johannes Frießner (đến 25 tháng 7 năm 1944) và sau đó là Đại tướng Ferdinand Schörner chỉ huy.
- Cánh Nam của Tập đoàn quân 16 do Thượng tướng bộ binh Paul Laux chỉ huy. Thành phần tham gia chiến dịch gồm có:
  - Quân đoàn bộ binh 1 do Thượng tướng bộ binh Carl Hilpert (đến ngày 1 tháng 8) và sau đó là Trung tướng Theodor Busse chỉ huy. Trong biên chế có:
    - Sư đoàn bộ binh 205 của Trung tướng pháo binh Horst von Mellenthin, gồm các trung đoàn bộ binh 335, 353, 358; Trung đoàn pháo binh 205, Trung đoàn chống tăng 205, các tiểu đoàn cơ giới, súng cối, trinh sát, công binh, thông tin.
    - Sư đoàn bộ binh 290 của Thiếu tướng Rudolf Goltzsch (đến 18 tháng 8) và thiếu tướng Hans-Joachim Baurmeister gồm các trung đoàn bộ binh 501, 502, 503, Trung đoàn pháo binh 290, các tiểu đoàn cơ giới, chống tăng, trinh sát, công binh, thông tin.
    - Lữ đoàn xe tăng 101 của Đại tá Botho Elster
    - Một phần còn lại của Sư đoàn cảnh vệ 281 của Trung tướng Wilhelm-Hunold von Stockhausen gồm 2 trung đoàn bộ binh - cảnh vệ hỗ hợp, 1 tiểu đoàn pháo binh, 1 tiểu đoàn trinh sát cơ giới.

  - Quân đoàn bộ binh 10 do Thượng tướng bộ binh Friedrich Köchling chỉ huy. Trong biên chế có:
    - Sư đoàn xe tăng 14 (từ Seterini - Romania đến khu vực Saldus ngày 15 tháng 8) của Thiếu tướng Oskar Munzel gồm các trung đoàn xe tăng 36, 103, 107, Trung đoàn pháo tự hành 4, Trung đoàn pháo binh 276, Trung đoàn pháo chống tăng 14, các tiểu đoàn cơ giới, súng cối, trinh sát, thông tin, công binh.
    - Sư đoàn bộ binh 389 của Trung tướng Walther Hahm gồm các trung đoàn bộ binh 544, 545, 546, Trung đoàn pháo binh 389, các tiểu đoàn pháo chống tăng, súng cối, trinh sát cơ giới, thong tin, công binh.
    - Sư đoàn bộ binh 30 (tham gia từ ngày 15 tháng 8) của Thiếu tướng Otto Barth gồm các trung đoàn bộ binh 6, 36, 46, Trung đoàn pháo binh 30, các tiểu đoàn pháo chống tăng, súng cối, trinh sát cơ giới, thông tin, công binh.

#### Kế hoạch
Nhiệm vụ trước mắt của Cụm tập đoàn quân Trung tâm và cánh Nam của Cụm tập đoàn quân Bắc là ngăn chặn quân đội Liên Xô tiến ra bờ biển Baltic. Trong trường hợp quân đội Liên Xô thiết lập được hành lang này, nó sẽ chia cắt hai cụm tập đoàn quân này và đẩy Cụm tập đoàn quân Bắc vào tình trạng bị bao vây và khó có một cuộc tấn công phá vây nào có thể giải thoát được cho cụm quân này. Chỉ một tuần sau khi cuộc tấn công của quân đội Liên Xô diễn ra và Tập đoàn quân xe tăng cận vệ 5 (Liên Xô) đã chiếm Utena và tiến đến gần Šiauliai, Đại tướng Johannes Frießner -tư lệnh Cụm tập đoàn quân Bắc từ ngày 4 tháng 7- đã viết một bức thư dài gửi cho Hitler, trong đó có chỉ rõ tình huống nguy hiểm này:
| “           | Sau khi đã chuyển giao 12 sư đoàn cho Cụm tập đoàn quân Trung tâm, Cụm tập đoàn quân Bắc đã suy yếu và ở vào tình thế nguy hiểm. Tuyến mặt trận đã mở rộng ra đến trên 200 km tại cánh Nam của nó. Các sự kiện trên mặt trận của Cụm tập đoàn quân Trung tâm đã phơi bày một sự thật là cho đến nay, nó vẫn không thể đối phó với cuộc tấn công của đối phương, khiến cho Cụm tập đoàn quân Bắc không thể nào ổn định tình hình mặt trận ở phía Đông và phía Nam... Tôi nhận thấy tình hình như sau: Đối phương sẽ bằng mọi cách để tổ chức một đòn tấn công vào Riga. Nếu điều này xảy ra thì có nghĩa là Cụm tập đoàn quân "Bắc" sẽ bị cô lập. Họ cũng huy động một lực lượng lớn để tấn công ở giữa mặt trận của chúng tôi nhằm chiếm Daugavpils. Nếu đòn tấn công này thành công thì toàn bộ phần phía Đông trận tuyến của Cụm tập đoàn quân Bắc sẽ bị đe dọa. Với sự vượt trội của xe tăng đối phương trong khi đột phá, chúng tôi không thể thiết lập được tuyến phòng thủ tin cậy được ở phía Nam sông Tây Dvina. Đánh giá tình hình một cách nghiêm túc, chúng ta có thể rút ra một số kết luận nhằm giải cứu các sư đoàn của Cụm tập đoàn quân Bắc khỏi tình thế nguy hiểm để tập trung quân phòng thủ trên những hướng có lợi và kiềm chế đối phương. Tôi đề nghị cho rút quân như sau: - Cụm quân tại Narva có Sở chỉ huy tại Tallin tùy theo sự phát triển của tình hình mà di tản bằng đường biển đến Riga, Liepaja và Klaipeda; - Các tập đoàn quân 16 và 18 rút về tuyến Kaunas - Riga Với tình huống mới xảy ra ở phía Nam sông Tây Dvina thì không nhất thiết phải rút quân ngay tức khắc, nhưng cần có lộ trình để lần lượt rút lui, bởi nếu không thì Cụm tập đoàn quân Bắc sẽ bị bao vây và tiêu diệt Thưa Quốc trưởng của tôi, là chỉ huy Cụm tập đoàn quân Bắc, tôi cảm thấy có nghĩa vụ để nói hết cho ngài rõ toàn bộ sự thật của tình hình dù cho nó có thể khó chịu đến thế nào đi nữa. Trên đây không phải alf kết luận của riêng tôi mà là ý kiến của các tướng lĩnh cao cấp trong Bộ tư lệnh, họ đã cùng tôi đi qua những chặng đường dài của chiến tranh và tôi hoàn toàn tin tưởng ở họ. Tôi không thể đi ngược lại lương tâm của mình, tôi dùng mọi nỗ lực để để cứu các binh sĩ của chúng ta khỏi một thảm họa nhỡ tiền. Tôi cho rằng dù đến phút cuối cùng phải rút quân, chúng ta cũng sẽ có lực lượng để bảo vệ có hiệu quả đường biên giới phía đông đất nước của chúng ta. Nếu như ngài, Quốc trưởng của tôi, không muốn chấp nhận quan điểm của tôi và không cho tôi được tự do thực hiện những hành động cần thiết cho các chiến dịch được đề xuất thì tôi đề nghị ngài hãy giải phóng cho tôi khỏi công việc ở đây | ” |
| — Friessner | |   |

Những lời "tấu bày thống thiết" nhưng rất phù hợp với thực tế mặt trận của Johannes Frießner đã không thể lọt được tai Hitler. Ngày 25 tháng 7, Johannes Frießner được Hitler điều đi chỉ huy Cụm tập đoàn quân Nam Ukraina, nơi sắp phải đối phó với cuộc tổng tấn công mùa thu của hai Phương diện quân Liên Xô. Thượng tướng Ferdinand Schörner được Hitler chỉ định thay thế với mệnh lệnh phải giữ những mảnh đất còn chiếm được ở vùng Pribaltic bằng mọi giá.
Không giống như tướng Johannes Frießner, thống chế Walter Model không lo lắng lắm đến việc "rút lui" vì trong tay ông ta chỉ còn lại khoảng 1/3 lực lượng từng có trước ngày 23 tháng 6. Vì vậy, tại Cụm tập đoàn quân Trung tâm, thống chế Walter Model cố gắng ổn định lại mặt trận bằng tất cả những gì có trong tay. Ngoài 7 sư đoàn xe tăng và 12 sư đoàn bộ binh đang được điều động từ các cụm tập đoàn quân khác đến, Walter Model đã cố gắng thu thập tất cả mọi thứ còn sót lại của Cụm tập đoàn quân Trung tâm (Đức) sau "cơn bão mang tên Bagration" để tổ chức thành các cụm tác chiến cố thủ tại các thị trấn, các làng. Ngoài lực lượng SS, cảnh sát và quân bảo vệ hậu cứ, còn có cả những đơn vị dân cảnh người địa phương vốn trước đây không được tin cậy thì nay cũng được trang bị vũ khí Đức và được sử dụng như chiến binh. Tất cả chỉ để nhằm vá víu lại hàng chục "lỗ thủng" lớn chưa từng có trên mặt trận phía Đông của quân đội Đức Quốc xã. Điều đó có nghĩa là quân Đức sẽ trụ lại ở bất kỳ đâu có thể trụ được, phòng ngự ở bất cứ địa điểm nào có thể phòng ngự được mà không thể có một trận tuyến liên tục. Thống chế Walter Model hy vọng trong một vài tuần tới, khi các lực lượng viện binh mạnh mẽ kịp đến thì mặt trận của Cụm tập đoàn quân Trung tâm (Đức) sẽ ổn định trở lại.

## Diễn biến

### Quân đội Liên Xô tấn công

#### Trên hướng Utena

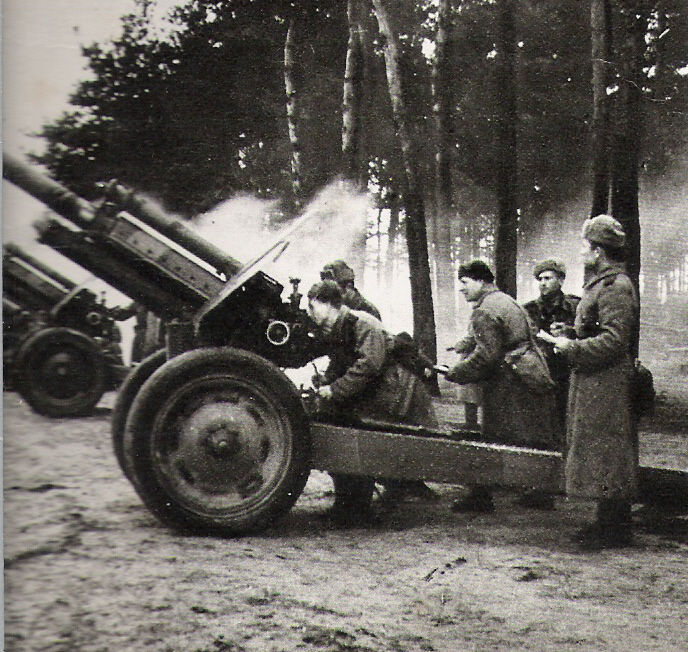
Pháo binh Liên Xô mở màn chiến dịch

Đợt tấn công quân đội Liên Xô mở màn vào ngày 5 tháng 7 bằng mũi công kích của Quân đoàn bộ binh cận vệ 23 thuộc Tập đoàn quân cận vệ 6 cùng 3 quân đoàn bộ binh thuộc Tập đoàn quân số 43 theo hướng chung đến Svencionys - Utena. Cùng hiệp đồng với họ, Quân đoàn xe tăng 1 triển khai tấn công ở giữa hai cánh quân bộ binh. ở cánh trái, Tập đoàn quân 39 (Liên Xô hướng đòn tấn công về Ukmege. Ngày 6 tháng 7, Quân đoàn bộ binh cận vệ 23 (Tập đoàn quân cận vệ 6 đánh chiếm Vidzy và tấn công dọc theo thượng nguồn sông Disna. Tập đoàn quân 43 vượt qua chốt phòng thủ Postavy (Pastavy) của tàn quân Quân đàn bộ binh 9 (Đức) đánh chiếm Svencionnys. Tốc độ tấn công trong ngày đầu tiên của quân đội Liên Xô vẫn đạt được 12 đến 15 km. Ngày 7 tháng 7, Quân đoàn xe tăng 1 vượt qua đường sắt Daugavpils - Vilnius, đánh chiếm vùng hồ Dzisna, Kretony và thị trấn Ignalina, Tập đoàn quân 43 giải phóng Svencionnys. Trên cánh trái, ngày 10 tháng 7, Tập đoàn quân 39 đánh chiếm nhà ga Podbrodze (Pabrade) con đường sắt từ Daugavpils đi Vilnius đã hoàn toàn nằm trong tay quân đội Liên Xô.
Tối mùng 7 tháng 7, tướng I. Kh. Bagramian giao nhiệm vụ cho Quân đoàn xe tăng 1 ngày hôm sau phải vượt qua bộ binh và tấn công lên Utena. Đến cuối ngày 8 tháng 7 phải đánh chiếm Utena và sẵn sàng cho cuộc tấn công theo hướng Panevezhis. Nửa đêm mùng 7 tháng 7, Quân đoàn xe tăng 1 bắt đầu chuyển quân rời vùng hồ Dzisna, Kretony. 8 giờ sáng ngày 8 tháng 7, Quân đoàn vượt sông Drisvyata. Tại đây, một cụm phòng thủ của quân Đức được thiết lập trong làng Vitze (???) gồm tàn quân của Sư đoàn bộ binh 215 và Trung đoàn huấn luyện thuộc Sư đoàn xe tăng "Viking". Quân Đức có khoảng 20 xe tăng, bố trí phòng thủ vòng tròn quanh làng. Lữ đoàn cơ giới 44 và Lữ đoàn xe tăng 89 chia thành 2 mũi bao vây cụm phòng thủ này. Quân đoàn xe tăng 1 (Liên Xô) phải mất một ngày một đêm mới thanh toán xong toán quân này. Quân Đức mất 200 người chết, 16 người bị bắt. Quân đoàn xe tăng 1 bị mất 11 người chết, 50 người người bị thương. Số quân Đức còn lại bỏ chạy về Utena. Trận đánh đã làm chậm việc thực hiện kế hoạch 1 ngày. Chiều ngày 9 tháng 7, Quân đoàn xe tăng 1 và Quân đoàn bộ binh 92 (Tập đoàn quân 43) giải phóng Utena.
Bên sườn phía Nam. sau khi tập đoàn quân 39 đánh chiếm Podbrodze, họ được tướng I. Kh. Bagramian giao nhiệm vụ tiến dọc theo tuyến phân giới giữa hai phương diện quân Pribaltic 1 và Byelorussia 3, trong tuần tới phải đánh chiếm thành phố Ukmerge và thị trấn jonava, sau đó dành phần lớn lực lượng để tấn công ở phía tây bắc Kėdainiai, Raseiniai, một phần lực lượng phối hợp với Phương diện quân Byelorussia 3 tấn công đánh chiếm Kaunas. Tuy nhiên, sau một tuần, Tập đoàn quân 39 chỉ hoàn thành được một nửa nhiệm vụ này, ngày 17 tháng 7, Quân đoàn bộ binh cận vệ 5 có các trung đoàn pháo tự hành 735 và 957 yểm hộ đã đánh chiếm Jonava. Cánh trái của Tập đoàn quân đã liên lạc được với cánh phải của Tập đoàn quân 5 trên bờ sông Vilya, Tây Bắc Vilinius 30 km. Hai quân đoàn chủ lực của Tập đoàn quân 39 phải dừng lại trước phòng tuyến của quân Đức ở Ukmerge trên sông Šventoyi. Ngày 23 tháng 7, các quân đoàn bộ binh 84 và 113 được tăng cường Lữ đoàn cận vệ 28 tấn công Ukmerge. Chiều 24 tháng 7, quân đội Liên Xô làm chủ thành phố. Chỉ có một số ít tàn quân của Sư đoàn bộ binh 56 (Đức) thoát được về Kedainai. Cánh cửa vào Kaunas đã được mở ra.
Nếu như ở cánh Nam, Tập đoàn quân 39 Liên Xô đã đạt được mục tiêu của mình thì Tập đoàn quân 43 lại không đạt được ý định ban đầu của Bộ tư lệnh phương diện quân Pribaltic 1. Sau khi đánh chiếm Utena, Cả Quân đoàn xe tăng 1 và Tập đoàn quân 43 (lúc này đã hội đủ 4 quân đoàn bộ binh) đã bị các Quân đoàn xe tăng 40 (Đức) chặn lại bên bờ Nam sông Šventoyi. Ngày 17 tháng 7, tướng Otto von Knobelsdorff tung Sư đoàn xe tăng 5 và Sư đoàn bộ binh 551 còn "mới tinh" ra phản kích vào phía Bắc Utena. Các trận đánh ác liệt đã diễn ra suốt 3 ngày trên bờ Nam sông Šventoyi. Ngày 19 tháng 7, Sư đoàn xe tăng 5 (Đức) đẩy lùi các sư đoàn bộ binh 204 và 235 về phía sau từ 2 đến 3 km, chiếm giữ đoạn đường sắt từ Skapiskis đến Panemunelis. Ở phía Tây Utena, Sư đoàn bộ binh 551 (Đức) cũng giằng có với các sư đoàn bộ binh 179 và 357 từng ngôi làng nhỏ. Ngày 20 tháng 7, các sư đoàn bộ binh 204 (Quân đoàn 92) và 306 (Quân đoàn 1) đã tổ chức phản công, hất quân Đức sang bờ Bắc sông Šventoyi, khôi phục lại tình hình ở phía Bắc Utena. Tuy nhiên, do chính diện tấn công đã rộng ra thêm gần 80 km cộng với những thiệt hại trong các trận đánh cục bộ trên chiều sâu nhiệm vụ đã lên đến trên 100 km, Tập đoàn quân 43 và Quân đoàn xe tăng 1 đã không còn đủ sức tiếp tục tấn công.
Trước những trận đánh giằng co của hai bên trên tuyến sông Šventoyi, Bộ Tổng tham mưu quân đội Liên Xô nhận thức được sự nghiêm trọng của tình hình và có các biện pháp bố trí lại binh lực trên hướng Šiauliai. Ngày 17 tháng 7, STAVKA ra chỉ thị đồng ý với đề xuất của Bộ Tồng tham mưu yêu cầu Tập đoàn quân cận vệ 2 phải có mặt tại Ukmerge, thay thế cho Tập đoàn quân 39 được chuyển thuộc trở lại cho Phương diện quân Byelorussia 3, Tập đoàn quân 51 tiếp cận tuyến sông Šventoyi. Từ ngày 20 tháng 7, Phương diện quân Byelorussia 3 chuyển giao cho Phương diện quân Pribaltic 1 Quân đoàn cơ giới cận vệ 3 (lúc này đã hoàn thành nhiệm vụ ở Vilnius) và điều nó đến hoạt động trong dải tấn công của Tập đoàn quân 51. Tập đoàn quân 43 và Quân đoàn xe tăng 1 bàn giao dải tấn công của mình cho Tập đoàn quân 51 và xoay chính diện lên phía Bắc, tấn công theo hướng Kupiskis - Burzhan, đánh vào sau lưng cánh quân Đức đang phản công trên hướng Daugavpils. Riêng về việc điều Tập đoàn quân xe tăng cận vệ 5 cho I. Kh. Bagramian sử dụng, I. V. Stalin cho rằng cần chờ đợi thêm một thời gian để xem thời cơ chọc thủng phòng tuyến của quân Đức sẽ xuất hiện ở đâu trong dải tấn công của Phương diện quân Pribaltic 1. Ông cũng cho rằng nếu Phương diện quân Pribaltic 2 tổ chức tấn công ngay thì I. Kh. Bagramian với các lực lượng vừa tăng viện, có thể xoay chuyển dược tình hình.

#### Chuyển hướng tấn công từ Kaunas tới Šiauliai và Riga
Giữa tháng 7 năm 1944, khi đánh giá tình hình chiến dịch, I. Kh. Bagramyan nhận định rằng quân Đức sẽ không dễ dàng rút quân khỏi vùng Baltic mà sẽ còn tiếp tục chống giữ quyết liệt. Vì vậy, việc tấn công vào Kaunas không còn ý nghĩa. Ông đề nghị với Đại bản doanh chuyển mũi tấn công từ Kaunas thẳng lên Riga. Tuy nhiên câu trả lời của Đại bản doanh lại là Šiauliai, một nút giao thông quan trọng nằm cách Riga khoảng 100 km về phía Nam.
STAVKA cho rằng nếu tấn công Riga ngay sẽ quá mạo hiểm vì Tập đoàn quân xe tăng 3 (Đức) vừa mới được tăng cường thêm 3 sư đoàn, trong đó có 1 sư đoàn xe tăng. Các tin tức của tình báo Liên Xô cho biết, trong một đến hai tuần tới tập đoàn quân còn có thể được nhận thêm từ 3 đến 5 sư đoàn, trong đó có ít nhất 2 sư đoàn xe tăng. Trên hướng Warsawa, Tập đoàn quân 4 (Đức) đã được khôi phục và nhiều sư đoàn Đức trong đó có cả sư đoàn xe tăng "Đại Đức" và Sư đoàn cơ giới SS "Wiking" cũng đang được điều đến đây. Mặt khác, cuộc chiến của Tập đoàn quân xung kích 4 và Tập đoàn quân cận vệ 6 vẫn đang diễn ra ác liệt ở Daugavpilsk, một cụm cứ điểm phòng thủ quan trọng của Cụm tập đoàn quân Bắc (Đức) trên con đường tiến ra biển Baltic. Xuất phát từ những nhận định trên, STAVKA coi Šiauliai là mục tiêu quan trọng không kém Daugavpils. Mất Šiauliai, tuyến phòng thủ của quân Đức ở chỗ tiếp giáp giữa Cụm tập đoàn quân Bắc và Cụm tập đoàn quân Trung tâm (Đức) sẽ bị phá hổng một mảng lớn, Riga sẽ bị cô lập với phía Đông Nam, nơi các nguồn tiếp tế của nước Đức cho Cụm tập đoàn quân Bắc được chuyển đến bằng cả đường sắt và đường ô tô. Bộ Tổng tham mưu quân đội Liên Xô coi Šiauliai là một "bàn đạp tác chiến" có nhiều tác dụng nhất trong vùng Pribaltic. Từ đây có thể đột kích lên phía Bắc đến Riga, có thể tấn công sang phía Tây theo hướng Memel - Liyepaya. Với mục tiêu mới này, 90 xe tăng T-34 và IS-1 đã được điều động tăng cường cho Quân đoàn cơ giới cận vệ 3 của tướng V. T. Obukhov.
Ngày 21 tháng 7, Quân đoàn cơ giới cơ giới cận vệ 3 và Tập đoàn quân cận vệ 2 tổ chức vượt sông Šventoyi ở phía Bắc Ukmerge. Quân đoàn cơ giới cận vệ 3 hướng đòn tấn công tấn công về Panevežys, một điểm nút giao thông quan trọng trên con đường từ Daugavpilsk đi Šiauliai. Con đường sắt chiến lược từ Daugavpilsk sang phía Tây đã bị cắt đứt. Bị đánh bất ngờ từ sau lưng, tuyến phòng thủ của Sư đoàn xe tăng 5 và Sư đoàn bộ binh 551 (Đức) tan vỡ. Quân Đức tháo chạy sang bên kia sông Nevezhis. Ngày 22 tháng 7, Tập đoàn quân 51 và Quân đoàn cơ giới cận vệ 3 giải phóng Panevežys và tăng tốc độ tấn công Šiauliai. Lữ đoàn xe tăng 103 (Đức) được điều đến thành phố để hợp lực với Cụm tác chiến do tướng Hellmuth Mäder chỉ huy giữ Šiauliai. Ngày 25 tháng 7, Quân đoàn cơ giới cận vệ 3 hiệp đồng tác chiến với Tập đoàn quân 51 tấn công Šiauliai. Sức kháng cự của quân Đức ở đây bị bẻ gãy chỉ sau hai ngày chiến đấu. Ngày 27 tháng 7, Šiauliai đã được giải phóng.
Sau khi đạt được thắng lợi tại Šiauliai, STAVKA đã có cơ sở để xác định các hành động tiếp theo cho Phương diện quân Pribaltic 1 theo như các đề xuất trước đó của nguyên soái A. M. Vasilevsky và đại tướng I. Kh. Bagramian. Trong mệnh lệnh ban hành ngày 29 tháng 7, STAVKA đã chính thức đồng ý cho Phương diện quân Pribaltic 1 mở mũi đột kích lên Riga. Ngay khi nắm chắc rằng Tập đoàn quân 51 sẽ giành phần thắng tại Šiauliai, tướng I. Kh. Bagramian đã đi trước STAVKA bốn ngày và có một hành động rất mau lẹ. Chiều 25 tháng 7, ông gửi một bức điện hỏa tốc cho tướng V. T. Obukhov, tư lệnh Quân đoàn cơ giới cận vệ 3:
| “                   | Cảm ơn vì chiến thắng ở Šiauliai. Ngừng chiến đấu tại khu vực Šiauliai. Tập trung ngay tức khắc các lực lượng lên hướng Meshkuchay (Meskuiciai) và đột kích về phía Bắc dọc theo đường bộ. Đến cuối ngày 27 tháng 7 năm 1944, lực lượng chủ yếu phải chiếm được Ionishkis (Joniskis). Còn các phân đội mạnh đã ở vị trí tiên phong phải chiếm được Bauska và Jelgava. | ” |
| — I. Kh. Bagramyan, | |   |

Mũi tấn công của Quân đoàn cơ giới cận vệ 3 đã làm rung chuyển cả hệ thống phòng thủ của Cụm tập đoàn quân Bắc (Đức) một thời gian. Vì không dự kiến trước hướng đánh này, quân Đức trở nên bị động và hành động không có tổ chức. Ngày 29 tháng 7, các lữ đoàn xe tăng và cơ giới Liên Xô đã đánh tan các cứ điểm của quân Đức tại các nút giao thông ở Biržai, Bauska và tiếp cận Tukums, một thành phố nhỏ nằm bên bờ vịnh Riga. Chiều 30 tháng 7, các đội tiên phong của Quân đoàn cơ giới cận vệ số 3 đã giải phóng Tukums và tiến ra bờ biển Baltic, cắt đứt tuyến đường sắt cuối cùng nối liền Đông Phổ với vùng Baltic. Ngày 31 tháng 7, sau một trận công kích dữ dội, quân Đức bị quét sạch khỏi Jelgava. Đến đây, 38 sư đoàn Đức của Cụm Tập đoàn quân Bắc đã hoàn toàn bị cắt rời khỏi chủ lực quân Đức.
Lợi dụng đà thắng lợi do cuộc đột kích lên Riga của Quân đoàn cơ giới cận vệ 3 "Stalingrad" tạo ra và việc quân Đức tập trung lực lượng để mở lại hành lang Tukums - Riga, từ ngày 28 tháng 7 đến nửa đầu tháng 8, cánh phải và cánh trái Phương diện quân Pribaltic đã tiếp tục tấn công để mở rộng phạm vi kiểm soát. Ngày 30 tháng 7, Tập đoàn quân cận vệ 2 đã vượt sông Nevezhis, đẩy mặt trận sâu thêm từ 10 đến 50 km ra tuyến sông Dubitsa từ Florianisky (???) đến Kurshenai (Kursenai) phía Tây Šiauliai 20 km. Ngày 31 tháng 7, đến lượt Tập đoàn quân 51 mở cuộc tấn công đánh chiếm Elgava. Ngày 1 tháng 8, Tập đoàn quân 43 vượt qua Burzhan tiến ra tuyến sông Iyetsava ở Skadstkanye (Skaistkalne).
Hitler cho rằng sự kiện xe tăng Liên Xô tiến ra Riga đã tạo ra "một lỗ thủng lớn đối với quân đội Đức". Và Hitler vẫn không quên rằng trước đó chỉ hai tuần, trong một cuộc tranh luận "sôi nổi" hiếm có với Quốc trưởng, tướng Johann Friessner đã nói thẳng rằng nếu không rút lui thì lực lượng này chắc chắn sẽ bị bao vây và bị đánh bại.. Nhưng giờ đây, cũng theo lệnh của Johann Friessner lại đang ngồi tận Kishinev ở miền Nam Moldova xa xôi. Không muốn bị làm bẽ mặt một lần nữa, Hitler triệu tập các tướng chỉ huy Cụm tập đoàn quân Trung tâm, Cụm tập đoàn quân Bắc đến Tổng hành dinh của mình được mệnh danh là "Wolfshansz" ở Rastelburrg (Đông Phổ) và lệnh cho họ phải dùng các biện pháp đặc biệt để khôi phục lại tình hình.. Từ ngày 5 tháng 8, các hai cụm tập đoàn quân "Bắc" và "Trung tâm" (Đức) đều tập trung nhiều binh lực để phản công lập lại tuyến liên lạc cho Cụm Tập đoàn quân Bắc.
Nhận thấy thời cơ đã xuất hiện trong dải tấn công của các tập đoàn quân 51 và cận vệ 2 cùng với cuộc đột kích lên Riga của Quân đoàn xe tăng cận vệ 3, tối 2 tháng 8 năm 1944, I. V. Stalin đồng ý chuyển thuộc Tập đoàn quân xe tăng cận vệ 5 với 100 xe tăng T-34 mới được bổ sung từ Phương diện quân Byelorussia 3 sang Phương diện quân Pribaltic 1 và điều nó đến Šiauliai. I. V. Stalin cũng đồng ý điều một quân đoàn bộ binh 90 từ Tập đoàn quân xung kích 4 cho Tập đoàn quân 43, Tập đoàn quân 43 sẽ chuyển Quân đoàn bộ binh 60 với 2 sư đoàn được tăng cường lấy từ quân đội dự bị của STAVKA cho Tập đoàn quân 51. Tập đoàn quân xung kích 4 cũng được bù lại 2 sư đoàn bộ binh lấy từ lực lượng dự bị. Các cuộc chuyển quân này hoàn thành rất nhanh chóng ngay sát trước cuộc phản công của quân Đức tại khu vực Šiauliai - Riga.

#### Thủ tiêu mối đe dọa từ Daugavpils
Do Phương diện quân Pribaltic 2 (Liên Xô) tiến công chậm chạp và có phần uể oải nên đến giai đoạn 3 của Chiến dịch Bagration Daugavpils trở thành một chỗ lõm nguy hiểm đối với hoạt động của Phương diện quân Pribaltic 1 đang tấn công trên hướng Utena - Šiauliai. Vì vậy, Daugavpils trở thành một phần cho giải pháp toàn bộ của Phương diện quân Pribaltic 1 trên cánh phải của Chiến dịch Bagration, là một trong hai mục tiêu quan trọng của chiến dịch mà tướng I. Kh. Bagramian phải thực hiện để bảo đảm an toàn cho phía sau lưng chủ lực phương diện quân của ông.
Nhằm chống đỡ cuộc tấn công của quân đội Liên Xô, quân Đức đã ném vào khu vực này một phần đáng kể lực lượng của Cụm Tập đoàn quân Bắc - trong đó có Cụm tác chiến tăng - thiết giáp của tướng Hyazinth Graf Strachwitz - được điều về Riga và Daugavpils. Tính riêng lực lượng đồn trú tại Daugavplis theo ước tính của phía Liên Xô lên đến 5 sư đoàn đủ biên chế cùng 1 lữ đoàn pháo xung kích; các lực lượng an ninh, cảnh vệ. Điều này có nghĩa là quân đội Liên Xô đã không còn nắm ưu thế về binh lực trên địa đoạn đột phá. Trong khi đó, đến ngày 12 tháng 7 chiều dài mặt trận mà Phương diện quân Baltic 1 tác chiến tăng thêm 200 km, và quân đội Đức thì chống cự ngày một quyết liệt hơn. Những khó khăn trong việc tiếp tế nhiên liệu, các căn cứ không quân chưa kịp di chuyển lên phía trước đã khiến cường độ hoạt động của không quân Xô Viết bị sụt giảm nghiêm trọng. Chính vì vậy, trong thời gian đầu, phương diện quân Baltic 1 tiến rất chậm. Dầu sao, trong quá trình tấn công, Phương diện quân Baltic 1 đã đột phá được khu vực phía Tây Daugavplis, cắt đứt tuyến đường bộ nối liền Kaunas với Daugavplis. Tận dụng cơ hội này, Phương diện quân Baltic 1 phối hợp với các Phương diện quân khác tổ chức đánh vào sau lưng Cụm Tập đoàn quân Trung tâm nhưng không thành công. Ngày 18 tháng 7 cuộc tấn công Daugavpils của Phương diện quân Pribaltic 1 buộc phải hoãn lại do các đơn vị dự bị chưa đến kịp. Chỉ huy Phương diện quân Baltic 1, đại tướng I. Kh. Bagramyan đã nhận xét như sau:
| “                   | Nhìn chung, tôi không bất ngờ trước tốc độ hành tiến chậm của tập đoàn quân của Chistyakov (TDQ cận vệ số 6). Những gì mà tôi lo ngại đã bắt đầu: quân địch đã cố gắng tổ chức một đợt phản kích vào bên sườn lực lượng chính của phương diện quân của chúng ta và bắt đầu điều thêm binh lực vào Daugavpils, một nơi rất thuận tiện để nối liền (binh lực của Cụm Tập đoàn quân Bắc) với binh lực của Cụm Tập đoàn quân Trung tâm. | ” |
| — I. Kh. Bagramyan, | |   |

Chỉ đến khi cánh trái của Phương diện quân Pribaltic tấn công thắng lợi trên hướng Utena - Šiauliai, cắt đứt con đường tiếp vận đồng thời là con đường rút lui của Cụm tác chiến Graf Strachwitz về phía Tây thì các tuyến phòng thủ của quân Đức trước Daugavpils bắt đầu xấu đi. Bất chấp những khó khăn trong việc hậu cần cũng như sự chống cự kịch liệt của phía Đức Quốc xã, ngày 23 tháng 7 tập đoàn quân cận vệ số 6 tái khởi động cuộc công kích. Bên cánh phải, tướng A. I. Yeryomenko vẫn tấn công chậm hơn thời hạn quy định của Đại bản doanh. Ngày 22 tháng 7, Tập đoàn quân xung kích 4 bắt đầu mở cuộc tấn công từ hồ Nesherlo sang phía Tây. Mặc dù được tăng cường Quân đoàn xe tăng cận vệ 5 nhưng tốc độ tấn công của Tập đoàn quân xung kích 4 vẫn rất chậm. Ngày 24 tháng 6, khi các quân đoàn bộ binh 14 và 83 của Tập đoàn quân cận vệ 6 đã đánh chiếm Zarasai, Druya (???) và có mặt trên khắp bờ nam sông Tây Dvina đối diện với Daugavpils thì Tập đoàn quân xung kích 4 vẫn còn đang phải đánh công kiên tại cụm cứ điểm Karaslava, cách Daugavpils hơn 40 km về phía Đông. Tướng I. M. Chistyakov buộc phải dừng lại nhưng vẫn tích cực chuẩn bị các phương tiện vượt sông.
Ngày 25 tháng 7, Tập đoàn quân xung kích 4 mới đến phía Tây Daugapils 15 km. Cùng ngày, tướng I. M. Chistyakov đưa các quân đoàn bộ binh 22, 23, 103 và Quân đoàn xe tăng 19 vượt sông Tây Dvina đột kích vào Daugavpils. Các quân đoàn tiến công theo hình bàn tay xòe ta cả hai bên và chính diện phía Nam Daugavpils. Ngày 26 tháng 7, Quân đoàn xe tăng cận vệ 5 cắt đứt đường sắt từ Daugavpils đi Rezekne. Phía Bắc Daugavpils, các tập đoàn quân 22, xung kích 3 và cận vệ 10 của Phương diện quân Pribaltic 2 cũng đồng loạt tấn công sang phía Tây. Ngày 27 tháng 7, Cụm quân Đức tại Daugavpils bỏ chạy theo cả đường bộ và đường sắt dọc sông Tây Dvina về Krustpils. Tập đoàn quân cận vệ 6 và Tập đoàn quân xung kích 4 giải phóng thành phố. Không dừng lại tại đó, ngày 28 tháng 7, các tập đoàn quân cận vệ 6, xung kích 4 và Tập đoàn quân 22 tiếp tục truy kích quân Đức dọc theo hai bờ sông Tây Dvina, đánh chiếm Krustpils, Gostini, Vilyanye (???), Madona và đến ngày 29 tháng 8 đã có mặt tại tuyến Ergli - Gostini - Skastkalnye, mở rộng phạm vi kiểm soát của quân đội Liên Xô ở hướng Daugavpils - Rezekne thêm hơn 150 km về phía Tây và Tây Bắc. Mối đe dọa từ "mỏm" Daugavpils uy hiếp bên sườn hai phương diện quân Pribaltic 1 và 2 đã bị xóa bỏ. Không những thế, chỗ tiếp giáp giữa Cụm tập đoàn quân Bắc và Cụm tập đoàn quân Trung tâm (Đức) đã bị đẩy sát đến Riga trên bờ biển Baltic.

### Quân Đức phản công: Chiến dịch "Doppelkopf"
Cuối tháng 7, đầu tháng 8 năm 1944, mặt trận giữa Phương diện quân Pribaltic 1 với Tập đoàn quân xe tăng 3 và Tập đoàn quân 16 (Đức) đã mở rộng lên đến 500 km, gấp đôi thời điểm giữa tháng 7. Mặt trận kéo dài từ Gostini trên sông Dubna (???) qua phía Tây đến Bauska, ngoặt lên phía Tây Bắc vòng qua Elgava và Dobolye (Dobele), lượn xuống phía Nam qua Autse (Auce), Kushenai và kết thúc ở Florianishky. Mặc dù Phương diện quân Pribaltic 1 đã nhận thêm được 3 tập đoàn quân tăng cường, trong đó có Tập đoàn quân xe tăng cận vệ 5 nhưng với trận tuyến kéo dài và ngoằn ngoèo như vậy, khả năng bị tấn công vào các cạnh sườn của cả hai bên là rất lớn.
Sau khi bị mất Tukums, quân đội Đức Quốc xã gấp rút chuẩn bị một đòn phản công lớn nhằm mở thông tuyến liên lạc giữa Cụm Tập đoàn quân Bắc với lực lượng còn lại của quân Đức. Theo các tài liệu Liên Xô, tại hướng Đông Nam Riga, Tập đoàn quân 16 (Đức) Đức ném vào trận phản công này đến các sư đoàn bộ binh 58, 61, 81, 215, 290; Sư đoàn xe tăng 14, Sư đoàn cơ giới "Nordland" được điều từ Na Uy đến, Lữ đoàn pháo tự hành 393, Lữ đoàn cơ giới 226 và một số đơn vị tăng cường. Trên hướng Tây Nam Riga, Tập đoàn quân xe tăng 3 tập trung các sư đoàn xe tăng 4, 5, 7; các sư đoàn bộ binh 551 và 548. Tuy nhiên, do sự thúc ép của Hitle, các tướng Georg-Hans Reinhardt và Paul Laux phải tổ chức tấn công ngay từ đầu tháng 8 trong khi không phải tất cả các sư đoàn Đức đều đã tiếp cận chiến trường. Một số sư đoàn vẫn đang ở đâu đó trên các tuyến đường sắt.
Quân đội Liên Xô biết trước cuộc phản công của quân Đức sắp diễn ra chỉ trong ngày một, ngày hai đã ngừng tấn công và khẩn trương tổ chức phòng ngự. Sau khi hoàn thành nhiệm vụ đánh chiếm Daugavpils, Tập đoàn quân xung kích 4 được lệnh tiến công dọc theo sông Tây Dvina ra Krustpils, Tập đoàn quân cận vệ 6 Skadstkanye. Hình thành tuyến tấn công mới bên sườn cụm quân xung kích Đức đang nhằm vào Birzhai. Tập đoàn quân 43 được lệnh tổ chức phòng ngự cứng rắn dọc theo sông Memele từ Skadstkanye đến Bauska. Tập đoàn quân 51 phòng ngự từ khu vực Elgava dọc theo sông Lyelupe qua Tukoums đến Dobole. Trận tuyến phòng thủ từ Dobole đến Florianishky do Quân xe tăng 1 và Tập đoàn quân cận vệ 2 đảm nhận. Các đơn vị này có nhiệm vụ che chở cho Šiauliai và biến nó thành một cụm cứ điểm vững chắc.

#### Trên hướng Birzhai
Các cuộc phản công đầu tiên của "Chiến dịch Doppelkopf" do Tập đoàn quân 16 (Đức) tiến hành ngày 1 tháng 8, diễn ra ở phía Bắc thành phố Biržai tại điểm tiếp giáp giữa các sư đoàn bộ 179 và 357 (Liên Xô). Với lực lượng xe tăng lên đến trên 150 chiếc và nhiều pháo tự hành, đòn tấn công của quân Đức dự kiến sẽ đánh bọc sườn Tập đoàn quân số 43 và tập hậu tập đoàn quân 51 với ý đồ đánh bọc sườn Tập đoàn quân 43 và thọc sâu vào sau lưng Tập đoàn quân 51 (Liên Xô). Ngày 1 tháng 8, Lữ đoàn pháo tự hành 393 và Lữ đoàn cơ giới 226 (Đức) tấn công và bao vây 4.000 quân thuộc Sư đoàn bộ binh số 357 thuộc Tập đoàn quân 43 (Liên Xô) tại làng Pereveya (???).. Tướng A. P. Beloborodov, tư lệnh Tập đoàn quân 43 (Liên Xô) đánh giá tình hình là vô cùng phức tạp và điều Lữ đoàn pháo chống tăng 94 và Trung đoàn pháo chống tăng 759 vào trận, phối hợp với các trung đoàn pháo binh 923 (Sư đoàn 357) và 619 (Sư đoàn 179) chặn đánh xe tăng Đức. Chỉ trong ngày 2 tháng 8, các đơn vị này đã bắn cháy 16 xe tăng Đức, trong đó có 6 xe tăng Tiger-I và gần chục khẩu pháo tự hành Đức. Các trung đoàn pháo binh Liên Xô đã hứng chịu hỏa lực từ hơn 20 máy bay ném bom Ju-87 và 31 xe tăng Đức cùng hai trung đoàn bộ binh Đức tấn công nhưng vẫn trụ lại được bên rìa làng Pereveya. Chỉ trong ngày 2 tháng 8, các đơn vị này đã bắn cháy 16 xe tăng Đức, trong đó có 6 xe tăng Tiger-I và gần chục khẩu pháo tự hành Đức nhưng các đơn vị này cũng bị mất đến 2/3 số pháo do các trận ném bom của không quân Đức.
Tình thế khẩn cấp buộc tướng I. Kh. Bagramian phải có những giải pháp quyết liệt. Nhận thấy không còn khả năng tấn công vào bên sườn cụm quân Đức đang công kích Birzhai, ngày 3 tháng 8, ông điều động Quân đoàn xe tăng 19 từ Tập đoàn quân cận vệ 6 và Quân đoàn bộ binh 22 từ lực lượng dự bị sang dải của Tập đoàn quân 43 để trợ chiến. Các Lữ đoàn pháo chống tăng 64, 66 và một số tiểu đoàn súng cối cũng được huy động. Ngoài ra. Lữ đoàn pháo chống tăng 17 và Trung đoàn pháo chống tăng 496 được chuyển thuộc Tập đoàn quân 43. Ngày 5 tháng 7, quân Đức tổ chức một cuộc đột kích lớn với lực lượng khoảng 45 xe tăng và 12 pháo tự hành vào Birzhai. Tuy nhiên, hai tuyến pháo chống tăng của quân đội Liên Xô gồm hơn 150 khẩu các cỡ đã được chuẩn bị sẵn. Trận đấu tăng - pháo ác liệt diễn ra suốt từ sáng đến sẩm tối ngày 5 tháng 8 trên khu vực Birzhai. Đã có lúc, xe tăng Đức đã đột nhập vào ngoại vi Birzhai và uy hiếp Sở chỉ huy của Tập đoàn quân 43 nhưng các xe tăng này đều bị Lữ đoàn xe tăng cận vệ 2 (Liên Xô) tiêu diệt. Tối mùng 5 tháng 8, quân Đức buộc phải tạm ngừng tấn công khi mất đến 22 xe tăng, trong đó có 5 xe tăng Tiger-I và 17 xe tăng Pz-III.
Trận đấu tăng - pháo ngày 5 tháng 8 đã làm suy yếu một phần cánh quân xung kích của Tập đoàn quân 16 (Đức) trên hướng Birzhai. Tuy nhiên, đợt tấn công giải vây đầu tiên của quân đội Liên Xô đã không thành công, mặc dù tuyến tiếp tế và cầu hàng không cho số quân bị vây vẫn được duy trì. Tình thế mặt trận thay đổi hẳn khi Quân đoàn xe tăng 19 (Liên Xô) đến khu vực tác chiến. Ngày 7 tháng 8, Quân đoàn xe tăng 19 đã tổ chức đột kích phá vỡ vòng vây của Sư đoàn xe tăng 14 (Đức), phối hợp với gần 4.000 quân của Sư đoàn bộ binh 357 từ trong làng Pereveya. Các quân đoàn bộ binh 22 và 60 cũng đồng loạt phản công trên tuyến sông Memele. Ngày 8 tháng 8, tướng Paul Laux tung sư đoàn cơ giới 11 SS từ Tallin xuống mong giữ thế trận nhưng không kịp. Tối mùng 8 tháng 8, Quân đoàn xe tăng 19 (Liên Xô) đã giải vây cho nhóm quân của Sư đoàn bộ binh 357. Trong số 3.908 sĩ quan và binh sĩ Liên Xô bị bao vây, có 3.230 người chết bị thương, khoảng 400 người mất tích. So với tổng lực lượng của Phương diện quân thì thiệt hại này cũng không quá lớn. Ngày 9 tháng 8, quân đội Liên Xô ở Đông Nam Riga đã khôi phục lại tuyến phòng thủ trên hướng Birzhai như trước ngày 1 tháng 8. Quân đội Đức Quốc xã mất 92 xe tăng, 27 pháo tự hành, 50 pháo và súng cối.

#### Trên hướng Tukums - Elgava
Do Adolf Hitler yêu cầu phải tấn công ngay không chậm trễ nên trong các chiến dịch phản công tại khu vực Šiauliai - Riga tháng 8 năm 1944, Tập đoàn quân xe tăng 3 và Tập đoàn quân 16 đã không thể cùng lúc hành động. Mãi đến ngày 13 tháng 8 năm 1944, tướng Georg-Hans Reinhardt mới tập trung xong những lực lượng để phản công. Lực lượng đó gồm các sư đoàn xe tăng 4, 5, các sư đoàn bộ binh 201 (tái lập), 52, 551 và Sư đoàn bộ binh xung kích 548. Ý đồ của tướng Georg-Hans Reinhardt không quá khó đoán: dùng quân đoàn xe tăng 40 từ Liepāja và phía Nam cao nguyên Kurlandia đánh sang, Quân đoàn xe tăng 39 từ Tauragė đánh vào. Các mũi tấn công chủ yếu sẽ hợp điểm ở Elgava, chia cắt, bao vây Quân đoàn cơ giới cận vệ 3 và một phần Tập đoàn quân 51 tại phía Tây Nam Riga. Tại phía Tây Šiauliai, cánh phải của Tập đoàn quân xe tăng 3 với Sư đoàn xe tăng 7, Sư đoàn xe tăng "Großdeutschland" và các sư đoàn bộ binh 1, 63, 390 và 391 cũng chuẩn bị phối hợp tấn công vào Šiauliai nhằm chiếm lại đầu mối giao thông quan trọng này.
Ngày 15 tháng 8, quân Đức bắt đầu mở cuộc công kích thứ hai trong khuôn khổ chiến dịch phản công "Doppelkopf" (Hai đầu). Chiến dịch phản công mở đầu bằng mũi công kích vào Autse của Sư đoàn xe tăng 5, và sau đó ngày 16 tháng 8 thì toàn bộ Quân đoàn xe tăng 40 và cánh trái của Quân đoàn xe tăng 39 (Đức) đồng loạt phản công.. Trước đó, các pháo hạm 230 ly của chiếc tàu tuần dương Prinz Eugen đã oanh kích dữ dội vào thành phố Klapkalns (???), gây thiệt hại nặng cho quân đội Liên Xô. 48 xe tăng T-34 đã bị phá hủy tại quảng trường thành phố. Tướng V. T. Obukhov bị thương do xe tăng của ông trúng đạn pháo và được đưa ngay ra khỏi chiến trường bằng máy bay trinh sát-liên lạc của phi đội 87. Được sự hỗ trợ của các pháo hạm và được tăng viện Lữ đoàn xe tăng 103, Cụm tác chiến Strachwitz tại cánh trái của Quân đoàn xe tăng 39 đã đẩy quân đội Liên Xô khỏi Klapkalns vào trưa ngày 18 tháng 8, khôi phục lại tuyến liên lạc cho Cụm Tập đoàn quân Bắc tại một "hành lang" hẹp nằm trên bờ biển Baltic..
Ngày 17 tháng 8, 60 xe tăng Đức và các sư đoàn bộ binh 201 và 52 (Đức) tấn công trận địa phòng thủ của Quân đoàn bộ binh cận vệ 1 (Tập đoàn quân 51). Ngày 18 tháng 8, Sư đoàn xe tăng 5 (Đức) chiếm lại Tukums và hướng mũi đột kích về Gardenye (Gardene). Quân đoàn cơ giới cận vệ 3 (Liên Xô) có nguy cơ bị bao vây. Tướng N. M. Khlevnikov, chỉ huy pháo binh của Phương diện quân Pribaltic 1 ra lệnh huy động toàn bộ pháo binh trực thuộc phương diện quân gồm 2 sư đoàn pháo binh hỗn hợp phối hợp với pháo binh của Tập đoàn quân 51 bắn chặn đường tấn công của quân Đức. Tướng N. F. Papivin cũng được lệnh dành ra 2 sư đoàn máy bay tiêm kích, 1 sư đoàn máy bay cường kích và 2 sư đoàn máy bay ném bom để yểm hộ cho cuộc phòng thủ.
Ngày 19 tháng 8, Quân đoàn bộ binh cận vệ 1 và Quân đoàn cơ giới cận vệ 3 (Liên Xô) chỉ còn kiểm soát được một hành lang hẹp rộng không quá 5 km từ phía Nam Tukums đến Dobolye. Hai bên sườn cụm quân này là các đòn công kích liên tục của các sư đoàn xe tăng Đức. Trưa ngày 19 tháng 8, Quân đoàn cơ giới cận vệ 3 (Liên Xô) được lệnh mở đường rút về tuyến sông Dobele, tổ chức phòng thủ tại tuyến Dobolye - Gardenye. Quân đoàn bộ binh cận vệ 1 tiếp tục tổ chức phòng ngự cứng rắn ở phía Nam Tukums. Để bịt lỗ thủng đang xuất hiện trên phòng tuyến của Tập đoàn quân 51 (Liên Xô) tại hướng Autsye, Phương diện quân Pribaltic 1 đã sử dụng đến các lực lượng thiết giáp dự bị cuối cùng. Lữ đoàn cơ giới 46, Trung đoàn xe tăng 14, Trung đoàn cơ giới cận vệ 1, các trung đoàn pháo tự hành 336, 346, 1489; các tiểu đoàn xe tăng 15, 64 và Quân đoàn bộ binh 14 được điều ra tuyến sông Lyelupye. Ngày 21 tháng 8, các đơn vị này đã tổ chức ba mũi phản kích, đánh bật cánh trái của Quân đoàn xe tăng 39 (Đức) khỏi bờ Bắc sông Lyelupye và chia đôi phành phố Autsye với quân Đức.
Ngày 23 tháng 8, Quân đoàn xe tăng 40 (Đức) tiếp tục tấn công và đến ngày 27 tháng 8 đã nới rộng "hành lang" ở Riga ra khoảng 50 km.. Từ ngày 28 đến ngày 31 tháng 8, Quân đoàn bộ binh 10 (Đức) có Sư đoàn xe tăng 14 làm nòng cốt tiếp tục tổ chức tấn công từ Riga vào Elgava nhưng đều bị cánh trái Tập đoàn quân 43 và cánh phải của Tập đoàn quân 51 đánh bật trở lại. Quân đoàn xe tăng 40 (Đức) không còn đủ sức vượt qua được tuyến phòng thủ của Quân đoàn bộ binh cận vệ 1 (Liên Xô) ở bờ Bắc sông Dobolye để đi nốt quãng đường còn lại chỉ 25 km đến Elgava. Đó là tất cả những gì mà Tập đoàn quân xe tăng 3 (Đức) đạt được tại hướng Riga trong tháng 8 năm 1944.

#### Trên hướng Šiauliai
Đối với Bộ Tổng tư lệnh lục quân Đức, việc mở được hành lang Riga - Tukums mới chỉ là một nửa vấn đề và là một chiến thắng về tâm lý để họ "hạ nhiệt" cơn giận dữ của Adolf Hitler. Bởi hành lang này dài, hẹp và thường xuyên nằm trong tầm bắn của pháo nòng dài Liên Xô cũng như trong tầm oanh tạc của các máy bay Liên Xô khi đó đã "dọn" đến các sân bay quanh Vilnius, Lida và Šiauliai. Hơn nữa, chỉ với khoảng cách trên dưới 50 km ra tới biển Baltic, quân đội Liên Xô vẫn có khả năng giáng đòn chia cắt một lần nữa. Hai đầu mối đường sắt quan trọng là Šiauliai và Elgava, những mục tiêu đích thực của "Chiến dịch Doppelkopf" vẫn còn nằm trong tay quân đội Liên Xô. Trong khuôn khổ "Chiến dịch Doppelkopf", hướng Šiauliai là hướng tấn công quan trọng không kém hướng Elgava. Lên thay tướng Georg-Hans Reinhardt ngày 16 tháng 8, tướng Erhard Raus không coi hướng Riga là trọng tâm mà coi hướng Šiauliai là nơi giải quyết tất cả các vấn đề. Ông cho rằng nếu quân Đức chiếm được Šiauliai, quân đội Liên Xô phải rút lui nếu không muốn bị tấn công từ sau lưng; và khi đó, vấn đề "nút nghẽn" tại Riga tự nó sẽ mất đi. Ông ta chê trách tướng Georg-Hans Reinhardt đã mất nhiều thì giờ và binh lực chỉ để tấn công hai quân đoàn Liên Xô đã đột phá tới bờ biển Baltic.
Hướng phản công quan trọng này do Quân đoàn bộ binh 12 SS trong đó có Sư đoàn xe tăng 7 và 2 sư đoàn còn lại của Quân đoàn bộ binh 26 thực hiện. Ngày 17 tháng 8, Sư đoàn xe tăng 7 (Đức) và các sư đoàn bộ binh 1, 52 bắt đầu tấn công từ Kelma (Kelme) vào Radvilishkis, phía Nam Šiauliai với mục tiêu chiếm giữa đoạn đường sắt từ Šiauliai đi Vilnius, ngăn chặn các lực lượng Liên Xô từ Vilnius tiến lên Šiauliai. Tư lệnh Tập đoàn quân cận vệ 2, tướng P. G. Chanchibadye báo cáo về Sở chỉ huy phương diện quân rằng Quân đoàn bộ binh cận vệ 13 bên cánh trái tập đoàn quân đang chịu áp lực tấn công của gần 200 xe tăng và pháo tự hành Đức. Cùng ngày, trên hướng Tây Šiauliai, Sư đoàn xe tăng "Großdeutschland", Sư đoàn bộ binh 391 và Sư đoàn bộ binh xung kích 548 (Đức) cũng mở cuộc tấn công từ cao nguyên Zhmud dọc theo đường sắt Memel - Šiauliai. Mũi tấn công mạnh nhất có hơn 100 xe tăng nhằm vào Kurshenai. Trận đấu tăng - pháo đẫm máu kéo dài hơn 10 ngày bắt đầu tại một khu vực được mệnh danh là "cái lò mổ Šiauliai".
Ngay trong ngày 17 tháng 7, Sư đoàn xe tăng "Großdeutschland" đã chọc thủng phòng tuyến của Quân đoàn bộ binh cận vệ 11 (Tập đoàn quân cận vệ 2), đánh chiếm nhà ga Kurshenai và bắt đầu nống lên hướng Šiauliai. Ở phía Nam, Sư đoàn xe tăng 7 cũng mở đường cho hai sư đoàn bộ binh 391 và 548 (Đức) tấn công dọc theo sông Dubitsa lên phía Bắc. Chiều ngày 17 tháng 7, sau khi đẩy lùi các cuộc phản kích của Quân đoàn bộ binh cận vệ 13, xe tăng Đức chỉ còn cách đoạn đường sắt Šiauliai - Radvilishkis 10 km về phía Nam. Trước tình thế khẩn cấp, chiều 17 tháng 8, Nguyên soái A. M. Vasilevsky phái đại diện của mình là đại tướng pháo binh M. N. Chistyskov đến ngay khu vực bị đột phá, huy động 8 tiểu đoàn pháo chống tăng từ các lữ đoàn 17, 25 và 43 thuộc lực lượng dự bị của Phương diện quân gồm 720 khẩu tăng cường cho các tuyến chống tăng tại các điểm cao xung quanh phía Tây Bắc, Tây và Tây Nam Šiauliai. Các trung đoàn pháo chống tăng 187 và 317 cũng được huy động ra hướng Radvilishkis.
Ngày 18 tháng 8, một trung đoàn xe tăng Đức và Sư đoàn bộ binh 391 vây quanh 2 tiểu đoàn của Lữ đoàn pháo chống tăng 17 (Liên Xô) tại điểm cao Pesky, phía Tây Nam Šiauliai, 60 khẩu pháo chống tăng do các thượng úy S. Ya. Orekhov và thượng úy Brynza Yakov đã hoạt động hết công suất. Khi quân Đức tạm rút lui, 14 xe tăng và 4 xe bọc thép Đức đã nằm lại trước trận địa của Lữ đoàn pháo chống tăng 17. Hai tiểu đoàn cũng mất 11 khẩu pháo và hơn 30 pháo thủ trong đó có thượng úy S. Ya. Orekhov. Trên hướng Kurshenai, Lữ đoàn pháo chống tăng 14 (Liên Xô) đã kéo pháo lên điểm cao 135,1 có tầm nhìn bao quát khu vực và chờ sẵn. Từ ngày 19 đến ngày 20 tháng 8, các trung đoàn xe tăng và cơ giới SS liên tục đột phá về hướng Šiauliai nhưng đều bị chặn lại trước điểm cao 135,1. Chiều tối 20 tháng 8, trận đánh tạm ngưng, 22 xe tăng và 8 xe bọc thép Đức đã nằm lại trên bãi chiến trường.
Ngày 20 tháng 8, tướng Erhard Raus điều Sư đoàn xe tăng 5 từ hướng Autsye đến tăng cường cho mũi tấn công từ Kurshenai. Ngày 21 tháng 8, các trung đoàn xe tăng Đức tìm được con đường mòn bị rừng che khuất vòng qua điểm cao 135,1 tiến về Šiauliai. Ngày 22 tháng 8, xe tăng Đức chỉ còn cách Šiauliai không đến 10 km về phía Tây. Nhưng tất cả đã muộn. Sáng 21 tháng 8, các lữ đoàn pháo chống tăng 25 và 43 (Liên Xô) đã được triển khai trên các điểm cao quanh làng Gitary (???). Phía sau các đơn vị này là Quân đoàn xe tăng 1 được bố trí tại Omolye, Voyshnori và Yodeyki. Các quân đoàn bộ binh 44, 54, Sư đoàn bộ binh 16 Liva và Trung đoàn pháo chống tăng cận vệ 113 cũng triển khai đội hình tại làng Purvina, nhà ga Kuzhay và ngoại ô phía Tây Šiauliai. Trong các ngày 22 và 23 tháng 8, các cuộc công kích của xe tăng và bộ binh Đức vào phía Tây Šiauliai đã vấp phải hỏa lực dày đặc của pháo chống tăng Liên Xô cũng như các cỡ lựu pháo và súng cối. Các trung đoàn pháo tự hành của Quân đoàn xe tăng 1 (Liên Xô) cũng tham gia chặn đánh các cuộc công kích của xe tăng và bộ binh Đức. Các trung đoàn máy bay cường kích 211, 332, 335; sư đoàn ném bom 314 (Liên Xô) được sự yểm hộ của 3 trung đoàn máy bay tiêm kích đã hoàn toàn làm chủ bầu trời Šiauliai, chia cắt và tiêu diệt các tiểu đoàn xe tăng và bộ binh Đức. Trong hai ngày 22 và 23 tháng 8, thêm 51 xe tăng và 11 pháo tự hành của quân Đức đã bị phá hủy dù chỉ còn cách Šiauliai khoảng 5 km.
Không thể chịu nổi những thiệt hại to lớn về xe tăng, ngày 24 tháng 8, tướng Erhard Raus buộc phải rút quân. Theo báo cáo của các sư đoàn Liên Xô gửi về Cục tham mưu Phương diện quân Pribaltic 1, quân Đức để lại trên chiến trường quanh Šiauliai 13.800 xác chết, 176 xác xe tăng, 36 xe bọc thép bị bắn hỏng, 221 ô tô, 39 khẩu pháo và 25 súng cối bị phá hủy.
Quân đội Liên Xô cũng chịu những tổn thất không nhỏ. Các sư đoàn của Tập đoàn quân cận vệ 2 đã mất khoảng 1/3 quân số và phải rút về lực lượng dự bị của phương diện quân để củng cố. Một nửa số pháo chống tăng bị bắn hỏng. Quân đoàn xe tăng 1 cũng tổn thất 106 sĩ quan, binh sĩ cùng hơn 30 xe tăng và pháo tự hành. Ngày 24 tháng 8, Tập đoàn quân xe tăng cận vệ 5 của tướng V. T. Volsky (được điều đến Šiauliai từ ngày 19 tháng 8) gồm 440 xe tăng và pháo tự hành cùng 630 pháo và súng cối đã được triển khai tiếp quản phòng tuyến của Tập đoàn quân cận vệ 2
Ngày 25 tháng 8, Quân đoàn xe tăng 1 (độc lập) và Tập đoàn quân xe tăng cận vệ 5 được lệnh phản công để mở rộng phạm vi kiểm soát về phía Tây. Ngày 26 tháng 8, Quân đoàn xe tăng 1 chiếm lại nhà ga Kurshenai và phát triển đến các điểm dân cư Oknyay, Grintyltsy và Kruopyaya. Ngày 29 tháng 8, đến lượt các thị trấn Eglogiri, Mertyune, Laumenay và Saunoray được giải phóng. Trên hướng Tây Nam Šiauliai, Quân đoàn xe tăng cận vệ 3 đánh chiếm bàn đạp Kelme. Ở Tây Bắc Šiauliai, Quân đoàn xe tăng 29 đã hỗ trợ cho cánh trái của Tập đoàn quân 51 đuổi quân Đức khỏi bờ Bắc sông Lyelupe và chiếm lại Autse. Ngày 29 tháng 8, Đại bản doanh Liên Xô lệnh cho các Phương diện quân Pibaltic 1, 2, 3 chuyển sang phòng ngự tích cực, tăng cường bổ sung binh lực, vũ khí tích lũy đạn dược và nhiên liệu để chuẩn bị cho 4 chiến dịch lớn sẽ được mở vào 4 tháng cuối năm 1944 nhằm quét sạch quân Đức khỏi vùng Pribaltic theo một kế hoạch đang được Bộ Tổng tham mưu Liên Xô khẩn trương soạn thảo.

## Kết quả và đánh giá

### Kết quả
Chiến dịch Šiauliai kết thúc thắng lợi sau cả hai giai đoạn tấn công và chủ động phòng ngự đã giúp quân đội Liên Xô giải phóng phần lớn lãnh thổ Litva và một phần đáng kể lãnh thổ Latvia, trong đó có nhiều đầu mối giao thông quan trọng như Šiauliai, Daugavplis, Panevežys, khoét sâu vào lỗ thủng ở cánh phải Cụm Tập đoàn quân Bắc và gần như cô lập lực lượng này tại khu vực Baltic. Mặc dù mục tiêu của chiến dịch không được thực hiện trọn vẹn. Quân Đức đã lập lại được một hành lang hẹp gần phía Tây Riga. Nhưng để có được hành lang hẹp này hành lang này, quân Đức đã phải trả cái giá rất lớn về sinh lực và phương tiện. và mối nguy của Cụm Tập đoàn quân Bắc vẫn còn bị treo lơ lửng trên đầu. Không lâu sau đó, vào tháng 10 năm 1944 Phương diện quân Baltic 1 đã tiến hành chiến dịch Memel, đánh tan Tập đoàn quân xe tăng 3 và cô lập toàn bộ Cụm Tập đoàn quân Bắc tại "cái túi" Courland cho đến hết chiến tranh.
Quân đội Liên Xô vẫn chiếm giữ được các tuyến xuất phát có lợi, các đầu mối giao thông và các tuyến đường sắt thuận tiện cho việc chuyển quân từ phía sau ra mặt trận và dọc theo tuyến mặt trận. Quân Đức còn giữ được hành lang đường sắt chính từ Liepaja đi Đông Phổ nhưng từ Liepaja đi Riga, họ buộc phải sử dụng hệ thống giao thông kém phát triển với những con đường đất xuyên qua cao nguyên Kurlandia để đến Riga và nối với Cụm tập đoàn quân Bắc. Hải quân Đức buộc phải mở một tuyến vận tải mới trên biển trong khi vùng phía Đông biển Baltic, bao gồm cả vịnh Botny và vịnh Phần Lan đều bị các tàu ngầm, tàu nổi và không quân của Hạm đội Baltic (Liên Xô) khống chế.

### Đánh giá
Các trận đột kích nhanh và mạnh của Phương diện quân Pribaltic 1 theo hướng Utena - Šiauliai đã phần nào gây bất ngờ cho Bộ Tổng tư lệnh lục quân Đức và kể cả Hitler mặc dù điều này đã được tướng Johannes Frießner, nguyên tư lệnh Cụm tập đoàn quân Bắc (Đức) cảnh báo trước. Trong khi quân Đức cố gắng dồn lực lượng để giữ đầu mối giao thông Daugavpils, họ đã để hở hướng Utena - Šiauliai khi giao hướng này cho những binh đội chỉ còn là tàn quân của Cụm tập đoàn quân Trung tâm phòng thủ. Mặc dù có đủ lực lượng đánh chiếm Daugavpils nhưng Bộ tư lệnh Phương diện quân Pribaltic 1 đã cố ý chờ cho đến khi xe tăng Liên Xô tiến đến gần Šiauliai, uy hiếp toàn bộ tuyến phòng ngự sông Tây Dvina của Tập đoàn quân 16 (Đức) rồi mới nổ súng tấn công Daugavpils. Vì vậy, Cụm phòng ngự kiên cố này của quân Đức đã sụp đổ chỉ sau hai ngày công kích của quân đội Liên Xô.
Vẫn như trước đây, Bộ tư lệnh cụm Tập đoàn quân Trung tâm (Đức) cho rằng quân đội Liên Xô sau khi chiếm được Minsk sẽ nghỉ ngơi, bổ sung quân số, đạn dược, vũ khí, nhiên liệu rồi mới tiếp tục tấn công. Trong khi đó, với lực lượng dự bị hùng hậu và tiềm lực hậu cần dồi dào được tích lũy và chuẩn bị kỹ lưỡng trong ba đến bốn tháng trước Chiến dịch Bagration, quân đội Liên Xô có khả năng kéo dài chiến dịch của họ đến hơn hai tháng mà không cần tạm dừng để xốc lại lực lượng. Đó là điều mà Bộ Tổng tư lệnh lục quân Đức đã không tính đến khi hệ thống tình báo của họ không thể tìm được các tin tức về việc hàng ngày, có hàng chục chuyến tàu hỏa vận chuyển người, xe tăng, súng pháo, đạn dược từ hậu phương xa xôi của nước Nga đi thẳng ra mặt trận Byelorussia trên những "con đường xanh". Những con đường đó hoàn toàn thông suốt, chỉ có tín hiệu xanh, không có tín hiệu đỏ dừng tàu.
Sau khi mặt trận Byelorussia sụp đổ, các tướng lĩnh Đức Quốc xã dù không còn có tâm lý coi thường, đánh giá thấp đối phương nhưng lại hành động chậm chạp và không có phương án dự phòng cho các tình huống xấu nhất. Vào tháng 7 năm 1944, Tổng hành dinh OKH cho rằng mục tiêu chiến lược của quân đội Liên Xô sẽ là Đông Phổ, một mục tiêu có ý nghĩa lớn cả về quân sự và chính trị đối với nước Đức Quốc xã. Vì vậy, việc Phương diên quân Pribaltic 1 đổi hướng tấn công lên Šiauliai - Riga cũng là một bất ngờ chiến thuật đối với quân đội Đức Quốc xã. Sự chần chừ của Bộ Tổng tham mưu Đức làm cho việc rút các lực lượng xe tăng, thiết giáp từ các mặt trận khác và từ Đông Phổ đến che đỡ cho hướng Šiauliai tương đối muộn là một trong các nguyên nhân thất bại của quân Đức.
Xét từ góc độ chiến thuật, cuộc phản công của quân Đức trong tháng 8 nhằm khôi phục tình thế là hợp lý để loại trừ mối đe dọa từ sau lưng đối với Cụm Tập đoàn quân Bắc. Tuy nhiên, Tập đoàn quân xe tăng 3 (Đức) vừa mới phục hồi và Quân đoàn bộ binh 10 (Tập đoàn quân 16) đã tiến hành một chiến dịch quá nhiều tham vọng với ba mục tiêu đều là trọng yếu: Khôi phục hành lang Riga, đánh chiếm đầu mối đường sắt Elgava và đánh chiếm đầu mối giao thông Šiauliai. Trong khi lực lượng của Tập đoàn quân xe tăng 3 mới phục hồi chỉ còn sức mạnh bằng một nửa lực lượng đủ biên chế vốn có của nó thì quân đội Liên Xô đã đưa đến mặt trận 2 tập đoàn quân mới, đủ sức giữ hai trong ba mục tiêu nói trên. Phân tán binh lực trên ba mục tiêu chiến thuật, Tập đoàn quân xe tăng 3 đã không thể đạt được hai mục tiêu quan trọng nhất. Đến khi tướng Erhard Raus tiếp quản Tập đoàn quân xe tăng 3 và thay đổi chiến thuật thì các quân đoàn của tập đoàn này đã thiệt hại nặng trong các trận công kích vỗ mặt, không còn đủ sức mạnh để đánh đòn quyết định vào Šiauliai.
Đối với quân đội Liên Xô, hành động đột kích lên Riga của Quân đoàn cơ giới cận vệ 1 và Quân đoàn bộ binh cận vệ 1 giống như một đòn đánh với tầm. Khi đó, các sư đoàn bộ binh đã hao hụt quân số khá nhiều nhưng vẫn chưa được thay thế. Mặc dù được bổ sung 90 xe tăng mới nhưng số xe tăng của Quân đoàn cơ giới cận vệ 3 vẫn không đủ để bảo vệ hai bên sườn cho một hành lang dài đến 50 km và chỉ rộng 5 đến 8 km trên một địa hình khá phức tạp. Một bên là đồng bằng cửa sông Tây Dvina. Một bên là cao nguyên Kurlandia. Các đơn vị pháo binh Liên Xô cơ động chậm do thiếu sức kéo và các căn cứ không quân chưa kịp di chuyển theo tuyến mặt trận cũng là những nguyên nhân khiến cho cuộc đột kích của Quân đoàn cơ giới cận vệ 3 trở nên đơn độc.
Trong khi đó, "người láng giềng" bên phải của I. Kh. Bagramian là A. I. Yeryomenko lại tấn công quá chậm chạp. Tổng tư lệnh I. V. Stalin đã trao đổi với nguyên soái A. M. Vasilevsky: "Yeromenko đúng là tướng phòng ngự, cứ phòng ngự mãi. Cần phải thúc đồng chí ấy nhanh chóng chuyển sang tấn công càng sớm càng tốt. Mặc dù đã được Đại bản doanh điều động tăng cường Tập đoàn quân cận vệ 10 nhưng Phương diện quân Pribaltic 2 vẫn chậm chạp như trước. Việc này đã tạo điều kiện cho Tập đoàn quân 16 (Đức) có thể dành ra hai quân đoàn chống lại Phương diện quân Pribaltic 1, đặc biệt là trong trận phản công vào Birzhai đầu tháng 8 năm 1944.
Mặc dù Phương diện quân Pribaltic 1 đã giành được những thắng lợi có tính chiến lược nhưng Đại bản doanh và Bộ Tỏng tham mưu Liên Xô vẫn không hài lòng về sự tồn tại của hành lang Tukums - Riga và hành lang Kurlandia do quân Đức chiếm giữ. Các hành lang đó tuy hẹp nhưng vẫn đủ để quân Đức cơ động lực lượng và khi cần thiết, có thể rút Cụm tập đoàn quân Bắc về Đông Phổ bằng đường bộ, gây thêm khó khăn cho các chiến dịch của Quân đội Liên Xô ở Ba Lan và Đông Phổ. Tuy nhiên, với lực lượng đã bị hao hụt vào tháng 8 năm 1944, Quân đội Liên Xô đã không thể đạt được mục tiêu đánh chiếm toàn bộ vùng đất từ cao nguyên Kurlandia đến biên giới Đông Phổ. Biết trước cuộc tấn công của Tập đoàn quân xe tăng 3 (Đức), Phương diện quân Pribaltic 1 (Liên Xô) buộc phải thay đổi chiến thuật từ tấn công sang phòng thủ - phản công để đến tháng 10 năm đó, họ mới tiến được ra biển Baltic.

## Các diễn biến có liên quan

### Vụ ám sát Hitler ngày 20 tháng 7
Trong khi quân đội Liên Xô đang tấn công từ Šiauliai đến Kovel và đồn quân Đức vào thế bị động phòng ngự thì ngày 20 tháng 7 năm 1944, tại Rastelburg, trụ sở Tổng hành dinh của Hitler tại Đông Phổ đã xảy ra vụ ám sát Hitler. Bất bình với chính sách quân sự - chính trị của Hitler, trung tướng Henning von Tresckow, tham mưu trưởng Tập đoàn quân 2 (Đức), thiếu tướng Hans Oster, phó tham mưu trưởng cơ quan tình báo quân sự Đức (Abwehr), thượng tướng Ludwig Beck, tư lệnh các lực lượng vũ trang dự bị Đức Quốc xã đã âm mưu ám sát Hitler để loại trừ nhưng thảm họa do ông ta gây ra đối với dân tộc Đức sau cuộc chiến tranh đẫm máu từ ngày 1 tháng 9 năm 1939. Những người thực hiện trực tiếp gồm có đại tá Claus von Stauffenberg, tham mưu trưởng Bộ tư lệnh các lực lượng dự bị Đức Quốc xã, trung tá, luật sư Werner von Haeften, thanh tra thuộc Bộ tư lệnh lực lượng dự bị Đức và thiếu tá Helmut Shtiffom, sĩ quan tùy tùng của đại tá Claus von Stauffenberg. Ba người này đã lợi dụng một cuộc họp để bàn việc đối phó với Chiến dịch Bagration tại tổng hành dinh Rastelburg có sự tham gia của chỉ huy lực lượng dự bị để thực hiện cuộc ám sát thế kỷ này. Quả bom 5 kg thuốc nổ Dinamit trong chiếc cặp của Claus von Stauffenberg mang theo đặt dưới gầm bàn họp phát nổ khi ông đã rời khỏi hiện trường. Tuy nhiên, vụ nổ đó chỉ đủ giết chết 4 người trong phòng họp ở đầu phía đông của chiếc bàn gỗ sồi. Do chỉ chịu sức ép của vụ nổ, Hitler may mắn thoát chết nhưng bị nghễnh ngãng tai phải và tê liệt cánh tay phải vài tháng.

### Các thay đổi nhân sự của hai bên
Do bất đồng về phương pháp chỉ huy đối với thượng tướng I. D Cherniakhovsky và sự chậm trễ trong việc triển khai tấn công của Tập đoàn quân xe tăng cận vệ 5. Ngày 18 tháng 8, đại tướng P. A. Rotmistrov, tư lệnh Tập đoàn quân xe tăng cận vệ 5 được điều về làm tư lệnh các lực lượng xe tăng - thiết giáp Liên Xô thay nguyên soái xe tăng Ya. N. Fedorenko và được phong hàm Nguyên soái xe tăng. Ngày 16 tháng 8, Hitler điều thống chế Walter Model trở lại làm tư lệnh Cụm tập đoàn quân Bắc Ukraina đang hứng chịu những đòn tấn công của các phương diện quân Ukraina một trong Chiến dịch Lvov–Sandomierz đang uy hiếp Đông Nam Ba Lan. Thay thế ông ta là thượng tướng Georg-Hans Reinhardt, nguyên tư lệnh Tập đoàn quân xe tăng 3 (Đức).

### Tượng đài Chiến sĩ Hồng quân ở điểm cao 135,1
Điểm cao 135,1 nằm ở phía Tây Šiauliai 5 km. Tại đây, từ ngày 18 đến ngày 20 tháng 8 năm 1944 đã diễn ra những trận đánh đẫm máu giữa bộ binh và pháo binh Liên Xô với Sư đoàn xe tăng "Großdeutschland" (Đức) để giữ Šiauliai. Năm 1950, một đài kỷ niệm trận đánh này đã được dựng lên. Cùng thời điểm dó, một tượng đài kỷ niệm các chiến sĩ Hồng quân giải phóng Šiauliai đã được dựng lên bên cạnh Nhà thờ Šiauliai. Năm 1974, một số người chống Xô Viết đã dùng sơn vấy bẩn lên tượng đài kỷ niệm tại điểm cao 135,1. Trong những biến cố sau khi Xô Viết tối cao Cộng hòa xã hội chủ nghĩa Xô Viết Litva do tổ chức Sajudis (tên gốc là "Phong trào perestroika Lithuanian") thao túng và thông qua Đạo luật về sự độc lập của Litva ngày 11 tháng 3 năm 1990, Quân đội Liên Xô đã đàn áp phong trào này. Năm 1993, sau khi quân đội Nga rút khỏi Litva, người Litva đã hạ bệ tượng đài kỷ niệm Chiến sĩ Hồng quân giải phóng Šiauliai và đưa bức tượng này vào cất giữ trong bảo tàng thành phố. Cho đến nay, nó vẫn chưa được đem ra tái trưng bày.